# Biblioteca comunale don Vincenzo Angelillo
La biblioteca comunale don Vincenzo Angelillo è una biblioteca di Gioia del Colle, nella città metropolitana di Bari. È stata fondata nel 1959 da Vincenzo Angelillo, rettore della chiesa di San Francesco e dell'ex convitto Manzoni, nonché critico letterario e poeta, che ne fu il primo bibliotecario.

## Storia
I primi riferimenti che citano la necessità dell'istituzione di una biblioteca comunale risalgono al testamento dell'abate Francesco Paolo Losapio del 1841, con il quale egli lasciava i propri beni e i propri libri per l'istituzione di una biblioteca cittadina; le sue disposizioni testamentarie, tuttavia non vennero applicate.
A partire dal 1869 si venne a forma un primo nucleo della biblioteca grazie ai libri lasciati dai Francescani Riformati e soprattutto a donazioni di privati. Questi sono prevalentemente testi per la pratica professionale, quindi soprattutto libri di diritto, ma anche di carattere generale.
Il 28 ottobre 1941, Vincenzo Angelillo fu incaricato di gestire l'istituenda biblioteca comunale da parte del podestà Vincenzo Castellaneta. La biblioteca venne chiusa nel 1943 dal podestà Bruno Berardino in seguito alle vicende della seconda guerra mondiale.
Nel 1956 la biblioteca venne riaperta in via Roma, presso la sede del Comitato maternità ed infanzia. Nell'anno successivo Vito Umberto Celiberti fu nominato bibliotecario e la biblioteca fu inaugurata ed aperta al pubblico il 2 giugno 1959. Il 13 febbraio 1963 alla biblioteca venne data l'attuale denominazione di Biblioteca comunale don Vincenzo Angelillo.
La biblioteca fu ospitata per qualche anno in alcuni locali del palazzo San Francesco. Successivamente è stata spostata all'interno del castello normanno-svevo, quindi nell'attuale sistemazione in via Vittorio Emanuele; quest'ultima sede è stata inaugurata il 3 maggio del 2003.
Dal 17 giugno del 2025 è stata inaugurata la nuova sede in Piazza Umberto I, 19.

## Patrimonio
Il patrimonio della biblioteca ammonta a circa 43.000 volumi, inclusi 630 testi antichi, stampati prima del 1830 (3 cinquecentine, 8 seicentine, 245 settecentine e 374 ottocentine).
Nella biblioteca è presente l'archivio storico comunale.
Tra le opere si cita una emeroteca, intitolata al tipografo gioiese Francesco Giura, ed una collezione di testate antiche.